# Episodi di Dollhouse (seconda stagione)
La seconda e ultima stagione della serie televisiva Dollhouse è stata trasmessa negli Stati Uniti per la prima volta dall'emittente Fox dal 25 settembre 2009 al 29 gennaio 2010.
In Italia, è stata trasmessa in prima visione sul canale satellitare Fox dal 15 aprile all'8 luglio 2010.
| nº | Titolo originale    | Titolo italiano         | Prima TV USA      | Prima TV Italia |
| -- | ------------------- | ----------------------- | ----------------- | --------------- |
| 1  | Vows                | Voti                    | 25 settembre 2009 | 15 aprile 2010  |
| 2  | Instinct            | Istinto                 | 2 ottobre 2009    | 22 aprile 2010  |
| 3  | Belle Chose         | Scambio di personalità  | 9 ottobre 2009    | 29 aprile 2010  |
| 4  | Belonging           | Un amore malato         | 23 ottobre 2009   | 6 maggio 2010   |
| 5  | The Public Eye      | Il complotto            | 4 dicembre 2009   | 13 maggio 2010  |
| 6  | The Left Hand       | Liberi dalla Dollhouse  | 4 dicembre 2009   | 20 maggio 2010  |
| 7  | Meet Jane Doe       | Donna non identificata  | 11 dicembre 2009  | 27 maggio 2010  |
| 8  | A Love Supreme      | Un amore immenso        | 11 dicembre 2009  | 3 giugno 2010   |
| 9  | Stop-Loss           | Contratto scaduto       | 18 dicembre 2009  | 10 giugno 2010  |
| 10 | The Attic           | Il segreto              | 18 dicembre 2009  | 17 giugno 2010  |
| 11 | Getting Closer      | Pericolo imminente      | 8 gennaio 2010    | 24 giugno 2010  |
| 12 | The Hollow Men      | Resa dei conti          | 15 gennaio 2010   | 1º luglio 2010  |
| 13 | Epitaph Two: Return | Epitaph Two: il ritorno | 29 gennaio 2010   | 8 luglio 2010   |

## Voti
- Titolo originale: Vows
- Diretto da: Joss Whedon
- Scritto da: Joss Whedon

### Trama
Da mesi Paul lavora con Echo, alla quale è stata imprintata la personalità di un'agente dell'FBI che finge di essere innamorata di un trafficante d'armi per poterlo incastrare. Nel frattempo, la dottoressa Claire Saunders comincia a dare segnali di squilibrio mentale dovuto al suo rifiuto di accettare il fatto di essere una Doll, decidendo infine di fuggire alla ricerca di libertà. Un potente senatore (Alexis Denisof) comincia a compiere delle indagini sulla Rossum Corporation. Nel finale, a Paul viene proposto di essere il nuovo guardiano di Echo.

## Istinto
- Titolo originale: Instinct
- Diretto da: Marita Grabiak
- Scritto da: Michele Fazekas e Tara Butters

### Trama
In questo episodio Echo si trova nei panni di una neo-mamma. Topher però, durante il processo, ha modificato anche i livelli ormonali, cercando di passare ad Echo dei veri istinti materni. Questo però porta a segni di paranoia nella ragazza, convinta che il marito voglia uccidere lei e il bambino. Nel frattempo Madeline (Mellie/November) torna alla Dollhouse per dei controlli di routine e si trova faccia a faccia con Paul.

## Scambio di personalità
- Titolo originale: Belle Chose
- Diretto da: David Solomon
- Scritto da: Tim Minear

### Trama
Echo diventa una studentessa del college per soddisfare le fantasie di un professore, mentre Victor acquista la personalità di Terry, un serial killer. Quando Victor/Terry riesce a fuggire dalla Dollhouse per finire il suo macabro piano, Topher cerca di azzerarlo a distanza grazie ad un nuovo sistema, ma l'effetto è disastroso: le personalità impiantate in Victor ed Echo si scambiano.

## Un amore malato
- Titolo originale: Belonging
- Diretto da: Jonathan Frakes
- Scritto da: Maurissa Tancharoen e Jed Whedon

### Trama
Vediamo il passato di Sierra: una volta era una semplice ragazza australiana, Priya, desiderata da un importante esponente della Rossum, Nolan, che la fece rinchiudere in un istituto psichiatrico dopo essere stato rifiutato. Topher, credendo di fare un favore alla sanità mentale di Priya, prese la ragazza e la portò alla Dollhouse, dove diventò l'Active Sierra. Una volta scoperto l'inganno, Topher restituisce la personalità a Priya, che si vendica una volta per tutte di Nolan. Ma anche dopo essere stata azzerata di nuovo, Sierra comincia ad avere dei ricordi (o meglio, delle sensazioni), segno che anche lei comincia ad evolversi nello stesso modo di Echo.

## Il complotto
- Titolo originale: The Public Eye
- Diretto da: David Solomon
- Scritto da: Andrew Chambliss

### Trama
Il senatore Perrin rivela al mondo l'esistenza delle Dollhouse, portando come prova la testimonianza di Madeline. Adelle entra in azione e manda Ballard ad investigare, il quale suppone che la moglie del Senatore sia in realtà una Doll dormiente, che potrebbe eliminare Madeline da un momento all'altro. Echo viene ingaggiata come una prostituta allo scopo di screditare il senatore, ma Perrin capisce che la ragazza è una Doll e decide di usarla come ulteriore prova. Nel frattempo Ballard, grazie ad un nuovo dispositivo di Thoper, scopre che la moglie del senatore non è una Doll, ma lo è Perrin stesso. L'uomo infatti, in gioventù, era la pecora nera della famiglia, per cui gli è stata imprintata la sua stessa personalità, con l'aggiunta di qualche ambizione politica. 
Ballard, inutilmente, cerca di convincere Madeline a non testimoniare, dopodiché decide di tirarsi fuori dalla storia e di sparire. Nel frattempo Echo e Perrin vengono catturati e portati alla Dollhouse di Washington: Echo subisce le torture della programmatrice Bennet (Summer Glau), una vecchia conoscenza di Caroline.
Adelle intanto capisce che tutta la propaganda del senatore non era altro che un piano della Rossum per screditare la Dollhouse di L.A.

## Liberi dalla Dollhouse
- Titolo originale: The Left Hand
- Diretto da: Wendey Stanzler
- Scritto da: Tracy Bellomo

### Trama
Adelle e Topher partono alla volta di Washington per riprendersi Echo, non senza aver imprintato in Victor la personalità di Topher. Con il presupposto di chiedere aiuto a Bennett per il suo nuovo dispositivo, Thoper riesce a mettere in contatto le due Dollhouse, in modo che Victor/Topher possa accedere a file riservati. Bennett mette in pratica un astuto piano e fa in modo che Echo e Perrin fuggano. I due si tolgono i dispositivi GPS, ma ad un certo punto nel senatore si attiva la personalità da killer e cerca di fare fuori Echo, che riesce a difendersi. In un flashback, vediamo Caroline abbandonare Bennett sotto le macerie di un edificio: da qui si capisce l'odio della programmatrice nei confronti della Doll. Nel frattempo Topher capisce di essere stato ingannato da Bennett e cerca di risolvere la situazione mandando una squadra per salvare Echo, la quale scappa per non essere rintracciata da Adelle.
Infine, il senatore Perrin si reca alla conferenza stampa dove annuncia di essere stato ingannato in quanto non esiste nessuna Dollhouse. Il piano della Rossum, quindi, ha funzionato, e Madeline viene portata a Washington per essere trasformata di nuovo in Doll.

## Donna non identificata
- Titolo originale: Meet Jane Doe
- Diretto da: Dwight Little
- Scritto da: Maurissa Tancharoen, Jed Whedon e Andrew Chambliss

### Trama
Tre mesi dopo, Echo (non senza conseguenze stressanti) ha sviluppato completamente una personalità propria riuscendo a far convivere se stessa con le altre personalità, vive in Texas e lavora come infermiera. In realtà tutto questo è una copertura: Echo infatti, con l'aiuto di Paul, vuole liberare una ragazza finita in carcere a causa sua. Alla Dollhouse, dove Adelle ora ha perso il posto a favore di Harding, lo staff continua a cercare la Doll, senza saperche che Paul l'ha già trovata e che Boyd è suo complice. Topher ha sviluppato un nuovo sistema per l'azzerramento su qualsiasi persona, ma sapendo che la Rossum lo userebbe per scopi pericolosi, confida la sua scoperta solo ad Adelle. L'ambiziosa donna però lo tradisce e consegna il progetto ad Harding per riottenere il suo vecchio ufficio.
Una volta conclusa la loro missione, Paul riporta Echo alla Dollhouse, ormai sicuro che la ragazza riesca a resistere agli imprint. Ma Adelle, sospettosa, fa mettere Echo in isolamento per vedere fino a che livelli di stress la Doll riesce a sopportare.

## Un amore immenso
- Titolo originale: A Love Supreme
- Diretto da: David Straiton
- Scritto da: Jenny DeArmitt

### Trama
Adelle usa tutti i mezzi a disposizione per scoprire che ha fatto Echo in tre mesi di assenza, ma senza risultati. Nel frattempo Alpha, per gelosia, uccide tutti coloro che negli ultimi anni hanno ingaggiato Echo per scopi sentimentali e infine si intrufola alla Dollhouse, minacciando Adelle e rivelandole che Echo e Paul hanno vissuto insieme gli ultimi tre mesi. L'ultimo bersaglio di Alpha, infatti, è proprio Paul, che viene torturato nel laboratorio di Topher, fino a finire in coma.

## Contratto scaduto
- Titolo originale: Stop - Loss
- Diretto da: Félix Alcalá
- Scritto da: Andrew Chambliss

### Trama
Il contratto quinquennale Victor scade. Anthony (questo è il suo nome vero) torna quindi alla sua vita da ex-militare, ma viene quasi subito ingaggiato da un'organizzazione di ex-Doll, una sezione militare della Rossum. Boyd invia Echo e Priya a recuperarlo mentre Adelle, in completa crisi, crolla nel suo ufficio ubriaca. Una volta finita la sua missione, Echo tenta di far fuggire Anthony e Priya, ma tutti e tre vengono improvvisamente azzerati. Adelle, infatti, era stata avvertita da Harding della situazione e decide di mandare i fuggiaschi in Soffitta.

## Il segreto
- Titolo originale: The Attic
- Diretto da: John Cassaday
- Scritto da: Maurissa Tancharoen e Jed Whedon

### Trama
Per salvare Paul, Thoper decide di fargli un imprint della sua stessa personalità, pur sapendo che l'ex-federale farà fatica ad accettare la sua nuova condizione di Doll.
Con il corpo bloccato in Soffitta, Echo e gli altri viaggiano con la mente vivendo i loro peggiori incubi. Dopo aver trovato Dominic e Clyde (uno dei fondatori della Rossum imprigionato lì a causa dei loschi scopi del suo socio, il signor Ambrose) Echo capisce che i loro cervelli vengono usati con lo scopo di alimentare il mainframe centrale, per cui si uccidono uno alla volta in modo da tornare nel mondo reale e risvegliarsi in Soffitta. Usciti da lì, Echo rivela ad Adelle di avere le informazioni che le servivano. Si scopre infatti che le due donne erano d'accordo sin dall'inizio: Adelle ha mandato Echo in Soffitta solo per scoprire il più oscuro segreto della Rossum. Nel finale, Echo, Priya, Anthony, Paul, Boyd, Topher e Ivy si incontrano nell'ufficio di Adelle per decidere il piano: sono pronti ad affrontare la Rossum, e ad incontrare Caroline, l'unica a sapere la vera identità del signor Ambrose.

## Pericolo Imminente
- Titolo originale: Getting Closer
- Diretto da: Tim Minear
- Scritto da: Tim Minear

### Trama
Tutti sono pronti per eseguire l'imprint di Caroline su Echo, ma l'impianto viene rubato, lasciando a Thoper solo il back-up distrutto. Adelle decide quindi di mandare Paul e Boyd a Washington per rapire Bennett, l'unica in grado di aiutarli. Paul, arrivato lì, decide di salvare Madeline, ora tornata November, alla quale verrà poi inserito l'imprint di Mallie. Bennett decide di riparare l'impianto, ma viene uccisa dall'appena tornata dottoressa Saunders, in realtà in balia della Rossum, come dormiente, da molto tempo. Adelle capisce che sono spacciati, infatti gli agenti della Rossum fanno irruzione: Topher ordina ad Ivy di scappare e finisce di riparare il back-up, che viene imprintato in Echo.
In alcuni flashback scopriamo che Caroline era un'idealista con l'obiettivo di distruggere la Rossum Corporation. Diventò quindi amica di Bennett, una neo-assunta della società, con il solo scopo di ottenere informazioni. Ma una volta scoperta la verità, Bennett decise di schierarsi dalla parte di Caroline aiutandola a far esplodere l'edificio. Ma pochi istanti prima dell'esplosione Caroline si accorse che la Rossum effettuava esperimenti agghiaccianti sugli umani e diede l'ordine a Bennett di interrompere tutto per non ucciderli. Ormai era troppo tardi e una parte dell'edificio esplose, e Bennett rimase incastrata nelle macerie. A quel punto Caroline decise di farsi scoprire per poter dare una copertura all'amica e viene mandata dal misterioso signor Ambrose: Boyd.

## Resa dei conti
- Titolo originale: The Hollow Men
- Diretto da: Terrence O'Hara
- Scritto da: Michele Fazekas, Tara Butters e Tracy Bellomo

### Trama
Flashback: a Caroline viene offerto un patto da Ambrose/Boyd: restare al servizio della Dollhouse per cinque anni in cambio della caduta di tutte le accuse di terrorismo.
Presente: Dopo aver subito l'imprint di Caroline, Echo sembra impazzita. Il gruppo decide che l'unica soluzione rimasta è affrontare direttamente la Rossum, per cui fanno irruzione nell'edificio, incontrando il Clyde imprintato nel corpo di Whisky. 
Anthony e Priya, rimasti alla Dollhouse, scoprono l'inganno di Boyd e si recano immediatamente alla Rossum, non prima di aver potenziato Anthony.
Intanto, Echo riprende i sensi e grazie ai ricordi di Caroline capisce il ruolo di Boyd in tutto. Ma è troppo tardi: Boyd ha convinto Topher a riparare il dispositivo di azzeramento. Boyd a questo punto rivela la sua vera natura agli altri, spiegando che lo scopo della Rossum è "salvare" solo pochi eletti, condannando il resto dell'umanità ad essere azzerata. Il vaccino si può creare usando solo il midollo spinale di Echo, visto che la sua fisionomia ha dimostrato eccellenti capacità di resistere agli imprint. Boyd attiva anche la Doll dormiente in Mellie, che tenta di uccidere Paul. Paul però riesce a far tornare in sé la donna, che in un attimo di lucidità capisce che non riuscirà a resistere ancora a lungo e si suicida.
Il gruppo viene infine salvato dall'arrivo di Pryia e Anthony. Topher azzera Boyd, che diventa una doll: Echo gli ordina di far saltare l'edificio, e Boyd acconsente, totalmente privo di coscienza. Echo riesce ad uscire appena in tempo, convinta di aver salvato il mondo.
Flashforward: dieci anni dopo, Paul ed Echo combattono sulle strade di un'apocalittica Los Angeles.

## Epitaph Two: il ritorno
- Titolo originale: Epitaph Two: The Return
- Diretto da: David Solomon
- Scritto da: Maurissa Tancharoen, Jed Whedon e Andrew Chambliss

### Trama
Anno 2020. Zone, Mag e Iris/Caroline stanno ancora cercando il Porto Sicuro, ma vengono catturati dalla Rossum. Qui però incontrano Echo e Paul, venuti per liberare Topher (costretto a lavorare su nuove tecnologie a seconda degli scopi della Rossum). Il gruppo, dopo essere fuggito, raggiunge il Porto Sicuro, ossia un luogo isolato da ogni tipo di telecomunicazione, in cui vivono anche Adelle, Pryia e il figlioletto. Sembra che Topher abbia scoperto il modo per far tornare il mondo come prima, resettando tutti gli imprint effettuati, ma per farlo ha bisogno delle tecnologia di una Dollhouse. Aiutati da Anthony e dalla sua squadra, tornano a Los Angeles dove, nel tentativo di nascondersi sottoterra, ingaggiano una battaglia contro i Macellai: Meg rimane ferita alle gambe e Paul, rimasto con Zone indietro per aiutarla, viene ucciso da una pallottola. 
Arrivati alla Dollhouse, il gruppo scopre che è tornata in funzione e al suo vertice c'è proprio Alpha, ora dedito a cercare un modo per aiutare la gente. Topher costruisce la "bomba" che resetterà gli imprint di tutti gli umani, e decide di sacrificarsi per attivarla, affidando ad Adelle il compito di guidare la gente che si risveglierà verso un futuro migliore. Caroline decide di sacrificare la sua personalità per ridare quella originale alla bambina, dopotutto, lei vivrà ancora in Echo. Zone decide di accompagnarla, mentre Mag è costretta a rimanere alla Dollhouse a causa delle ferite. Alpha se ne va, lasciando ad Echo il compito di distruggere la tecnologia della Dollhouse. Priya presenta Anthony al figlio, e i tre cominciano finalmente la vita tanto sognata.
Adelle, Caroline, Zone e il resto delle Doll si recano all'esterno e Topher attiva il congegno sacrificandosi: tutte le doll si risvegliano con le personalità originarie e Zone si presenta alla bambina. Echo, nella Dollhouse, usa per l'ultima volta la sedia di Thoper: come regalo finale, Alpha ha lasciato ad Echo la possibilità di imprintarsi la personalità del defunto Paul. I due infine si ricongiungono nella mente della ragazza: ora Echo non sarà più sola.